# Sandgate, Queensland
Sandgate este o localitate în statul Queensland, Australia.